# LogoDIDACT
LogoDIDACT – die Schulserverlösung (LogoDIDACT) ist eine Server-Distribution für den Betrieb von informationstechnologischen Infrastrukturen an Schulen, vor allem eines pädagogischen Schulnetzes. Entwickelt wird LogoDIDACT von SBE network solutions aus Bad Friedrichshall. Vertrieben wird die Schulserverlösung über ein Netzwerk von zertifizierten Systemhäusern.

## Geschichte
Der Vorgänger von LogoDIDACT mit dem Namen EduNetServer, veröffentlicht im Jahr 2008, basierte auf der Linux-Version der pädagogischen Musterlösung des Landes Baden-Württemberg (paedML).
Die Weiterentwicklung des EduNetServer unter dem Namen LogoDIDACT begann Mitte 2007. Das darunterliegende Client-Server-Modell wurde in Java und Ruby von Grund auf neugeschrieben.
Bei der Markteinführung von LogoDIDACT im Mai 2008 basierte die Schulserver-Lösung auf Debian 4 und Rembo/mySHN 5.
Im Jahr 2009 erfolgte ein Wechsel auf Ubuntu 8.04 LTS und der Austausch auf die nachfolgende LTS-Version (12.04) im Jahr 2012.
Schwerpunkte der Entwicklungen des Jahres 2013 waren unter anderem die Einbindung von Tablets, Notebooks und Smartphones, die Änderung der Architektur und Einführung der Virtualisierung. Dazu nutzen sie den integrierten RADIUS-Server und als Client einen Access Point, der (zusätzlich per Zertifikat abgesichert) verschlüsselt mit dem Endgerät kommuniziert. Für den Zugriff auf Daten im Schulnetzwerk kann ein Notebook oder einem Tablet genutzt werden, wozu sie entweder einen Browser oder eine OpenVPN-Verbindung (auch von außerhalb des Schulnetzwerkes) verwenden. Auch ermöglicht die Pydio- oder OpenVPN-App über das Smartphone auf die Samba-Dateifreigaben zuzugreifen. Die Migration auf Ubuntu 12.04 konnte grundlegende Probleme nicht lösen und man sah sich für die künftigen Anforderungen nicht gerüstet. Daraufhin begann Anfang 2013 die Entwicklung einer virtuellen Umgebung auf Basis von LinuX Containers. So können auch Programme, die eine bestimmte Version einer Abhängigkeit benötigen, wie Moodle (PHP 5.3.3) oder Zarafa (PHP 5.2.10), nebeneinander genutzt werden.
Mit Erscheinen von logoDIDACT 2.0 zur didacta im Februar 2015 war die Umstellung auf die LXC-Containern und die Aktualisierung auf Ubuntu 14.04 LTS abgeschlossen. Neben Auswertungen zu Web-Filtern oder Log-Einträgen zur Anmeldung sind auch Funktionen für ein WLAN-Management, das eine optimale Lastverteilung von WLAN Geräten ermöglicht, eingeflossen. Zusätzlich stellten sie ein Digital Signage (digitales Schwarzes Brett) vor, womit sich Schüler beispielsweise bezüglich schulischer Aktivitäten oder Vertretungen informieren. Dazu nutzen sie Xibo, ein Open Source Programm für Digital Signage, ergänzt um einen Mini-PC.
LogoDIDACT erhielt sechsmal (2009, 2010, 2011, 2012, 2013, 2014) das Comenius-Siegel und im Jahr 2014 auch die Comenius EduMedia Medaille der Gesellschaft für Pädagogik und Information (Berlin).
Am 8. April 2025 wurde die SBE network solutions GmbH von der IServ Gruppe gekauft. Der Kauf trat rückwirkend zum 1. Januar 2025 in Kraft.

## Funktionen
LogoDIDACT verfügt über folgende Funktionen (Auswahl):
- Verteilung von Software anhand eines Imagingverfahrens namens SheilA (Selbstheilende Arbeitsstation)[24] (Rembo/mySHN)
- Kontingentverwaltung für Speicherplatz, E-Mail und Druck
- Aktivierung von Windows 7 und Office 2010 mittels eigenem Key-Management-Server
- Steuerung von Bildschirmen und Übertragung derer Inhalte
- Sperrung von Eingabegeräten (Maus/Tastatur), Bildschirm und USB-Sticks
- Austeilen und Einsammeln von Dokumenten
- Authentifizierungsdienst (RADIUS) zur Einbindung von fremden WLAN fähigen Geräten, wie Notebooks
- Plattform zum „E-Learning“ (Moodle)
- Verwaltung von mobilen Endgeräten (z. B. Tablets und Smartphones)
- App (iOS) für die Steuerung der Computer[25]

## Verbreitung
Die Schulserverlösung findet Verwendung an über 3.000 Schulen in Deutschland.
An allen allgemeinbildenden Schulen in Bielefeld und in über 560 Schulen von Berlin ist LogoDIDACT auf den über 425 Servern für das Schulnetz in Gebrauch. Daneben wird LogoDIDACT auch außerhalb des deutschen Bildungssektors eingesetzt. So nutzen Schulen in Österreich (z. B. die Landwirtschaftliche Berufs- und Fachschule Freistadt), Spanien (Deutsche Schule Madrid), Ägypten (Deutsche Evangelische Oberschule Kairo) und den Vereinigten Arabischen Emiraten (Deutsche Internationale Schule Dubai) diese Schulserversoftware.